# Герб на Кот д'Ивоар
Гербът на Кот д'Ивоар в сегашната си форма е приет през 2001 г.

## Символика
Централен елемент в него е слонската глава. Символически слонът е важен за нацията, защото е разпространено животно в Кот д'Ивоар, източник е на слонова кост, в негова чест е наречена и държавата и народът (бряг на слоновата кост). Изгряващото слънце е традиционен символ за новото начало. Лентата под слоновата глава съдържа названието на страната на френски.